# Monastère de Sázava
Le monastère de Sázava est une ancienne abbaye bénédictine et un monastère de Bohême (République tchèque), établi par Bretislav Ier de Bohême vers 1032. Il est situé à environ 30 km au sud-est de Prague, sur le rive droite de la rivière éponyme Sázava. La commune de Sázava a grandi autour du monastère.
Le monastère fut détruit en 1421 durant les croisades contre les hussites. Il fut réétabli dans l'effort de recatholisation de la Bohême sous le règne des Hasbourg en 1664, avant d'être finalement dissout en 1785.
Les bâtiments encore existants datent de la période baroque, avec des extensions de la néo-renaissance du XIXe siècle. Certaines structures restantes sont de style gothique du XIIIe au XIVe siècle, notamment la basilique gothique à trois nefs inachevée.
Le monastère est un lieu de l'intrigue du jeu Kingdom Come: Deliverance[réf. nécessaire].